# Ska Keller
Franziska "Ska" Maria Keller, född 22 november 1981 i Guben i dåvarande Östtyskland, är en tysk politiker och ledamot av Europaparlamentet i Gruppen De gröna/Europeiska fria alliansen (G/EFA). Hon tillhör det tyska partiet Allians 90/De gröna. Hennes fokus i parlamentet har varit frågor kring migration och relationen mellan Europeiska unionen och Turkiet.

## Utbildning och bakgrund
Sedan 2001 har Ska Keller varit medlem i det gröna ungdomsförbundet, och mellan 2005 och 2007 var hon språkrör för deras europeiska samarbetsorgan Federation of Young European Greens. Hon engagerade sig i det tyska, gröna partiet 2002 och har varit en ledande person i arbetet mot nya kolgruvor i Brandenburg. Ska Keller har studerat islam och judendom på Berlins fria universitet. Hon talar sex språk, bland annat turkiska och arabiska.

## Europaparlamentariker
Keller är sedan 2009 ledamot av Europaparlamentet, och hon är nu de grönas (G/EFA) ledare och talesperson i migrationsfrågor. I januari 2014 valdes hon, tillsammans med José Bové, som den gröna gruppens kandidat till Europeiska kommissionens ordförande i samband med Europaparlamentsvalet 2014. Hon är ledamot av Europaparlamentets utskott för medborgerliga fri- och rättigheter samt rättsliga och inrikes frågor. 